# 源季広
源 季広（みなもと の すえひろ）は、平安時代後期の貴族・歌人。醍醐源氏、木工権頭・源季兼の子。官位は正五位下・下野守。

## 経歴
父・季兼は藤原忠通の、子・長俊は九条兼実の近臣として知られ、子孫は九条家の諸大夫・信濃小路家として続くが、季広自身の官位は振わず、歌人としての活動が知られる。
鳥羽院政期後期に皇太后宮権少進として皇太后・藤原聖子に仕える。久安5年（1149年）近衛天皇の六位蔵人に補せられると、仁平元年（1151年）2月に左衛門尉を兼ね、9月に叙爵された。久寿年間に季広と改名。
保元元年（1156年）に松殿基房が元服するとその職事となり、侍所を管轄した。後に基房の子・家房の乳父となっている。基房失脚後の養和元年（1181年）に九条兼実の家司に召されて、文治元年（1185年）に下野守に任じられて一時任国に下向しており、その際に藤原頼輔と和歌のやりとりをしている（『続千載和歌集』）。だが、この時期にはもっぱら、嫡男・長俊の活動が目立つようになる。
『明月記』正治元年（1199年）9月8日条に「人云、季弘死去了、未聞其仔細」と記されている“季弘”が藤原定家と同じ兼実の家司であった季広のことであった可能性がある。

## 人物
『千載和歌集』を始めとする勅撰和歌集に12首採録され、『続詞花和歌集』『月詣集』『今撰集』『楢葉和歌集』といった私撰集にも多くの和歌が採録され、当時の歌合でも度々参加が記録されている。

## 官歴
- 時期不詳：皇太后宮権少進（皇太后・藤原聖子）
- 久安5年（1149年） 4月1日：六位蔵人[1]、大進如元?。9月22日：縫殿助[1]
- 仁平元年（1151年） 2月8日：兼左衛門尉（蔵人一﨟）[2]。9月4日：従五位下[1]

## 系譜
『尊卑分脈』による。
- 父：源季兼
- 母：不詳
- 生母不詳の子女
  - 男子：源長俊
  - 男子：源兼資
  - 男子：覚範